# 刺し網
刺し網（さしあみ。刺網とも）は、魚類などの水生動物を捕獲するための漁網の一種である。
刺し網は、目標とする魚種が遊泳・通過する場所を遮断するように網を張り、その網目に魚の頭部を入り込ませる（これを網目に刺すという）ことによって漁獲するための漁具である。この刺し網を用いておこなう漁法を刺網漁という。
刺網漁は、北アメリカの太平洋岸における漁法としては一般的な方法である。また、1980年代においては、日本、韓国、台湾の漁船によって、流し網（後述）は非常に多く使用された。
捕獲対象となる魚種の体長が均一の場合（イワシ、サバ、サンマなど）、刺し網の網目の大きさはこれらの魚種の頭部が差し込むように調整されている。網目の大きさ、縒り糸（よりいと）の強さ、網の大きさ（横幅と深さ）などは、混獲を防ぐために、厳密に規定されている。特にサケ漁については、サケ以外の魚を捕えることは非常に少ない (Alaska Dept. Fish and Games) 。
網目に魚の頭部が刺さると、その網目から逃れ出ようとしても、鰓蓋（えらぶた）や背びれが網に引っかかって逃げられなくなっている。このような構造から、通常は網目よりも小さな魚は、無傷で網目をすり抜けることが可能である。
他の漁網が、かぶせ捕る、すくい捕ることによって、水域の魚群の種類に関係なく一網打尽にしてしまうのとは対照的に、刺し網は、比較的狙った魚種のみを捕獲することができるため、効率の良い漁具といえる。
また、刺し網は、捕獲対象となる水生動物の体長が不均一の場合（エビ、カニなど）、網目に絡ませて捕獲することにも利用される。

## 刺し網の種類

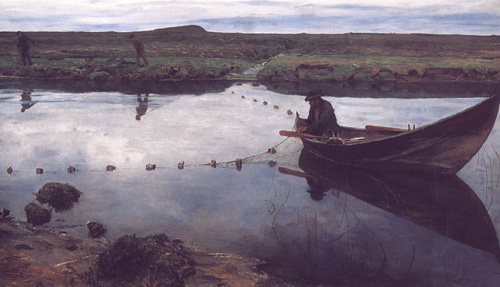
刺し網漁を描いた絵画

刺し網は、網具の設置場所によって、網を水底に設置する底（そこ）刺し網、中層または上層など水底以外に設置する浮き（うき）刺し網、に区別される。
また、漁業法上の区分によると、以下の5種類に分けられている。
固定式刺し網漁業
錨などによって網が移動しないように固定しておこなう刺し網漁。
流し刺し網漁業
錨などで固定せず、潮流などによって網を流しておこなう刺し網漁。
旋き（まき）刺し網漁業
刺し網で魚群を包囲しておこなう漁法。
狩り刺し網漁業
刺し網を設置した場所に魚群を追い込んで捕獲する漁法。
こぎ刺し網漁業

## 課題と対策
刺し網は、厳密には網目のサイズに合わない生物を捕獲しにくい。しかし、網目に多くの大きな魚を刺し、網がもつれる状態になると、小さな魚も捕えられることがある。また、刺し網はイルカなどの海棲哺乳類、ウミガラスなどの潜水型海鳥、ウミガメなどにとっては大きな脅威となる。
このような刺し網の難点から、通過しようとする全ての生物を見境い無く捕獲してしまう可能性が高く、クジラやイルカの生態への悪影響が懸念されるなどとして、1991年12月20日、第46回国際連合総会において公海上における大規模流し網操業の禁止が決議され、現在に至っている。 なお、この決議に対して、日本と韓国の二ヶ国が、それぞれの国内事情により反対票を投じた。
日本の漁業法上においても、小型サケ・マスを漁獲する流し刺し網漁業は法定知事許可漁業と規定され、また、中型のサケ・マス流し網漁業も大臣許可漁業に指定されているなど、刺し網の使用は関係機関によって管理監督されている。